# Taubenturm (Milly-la-Forêt)

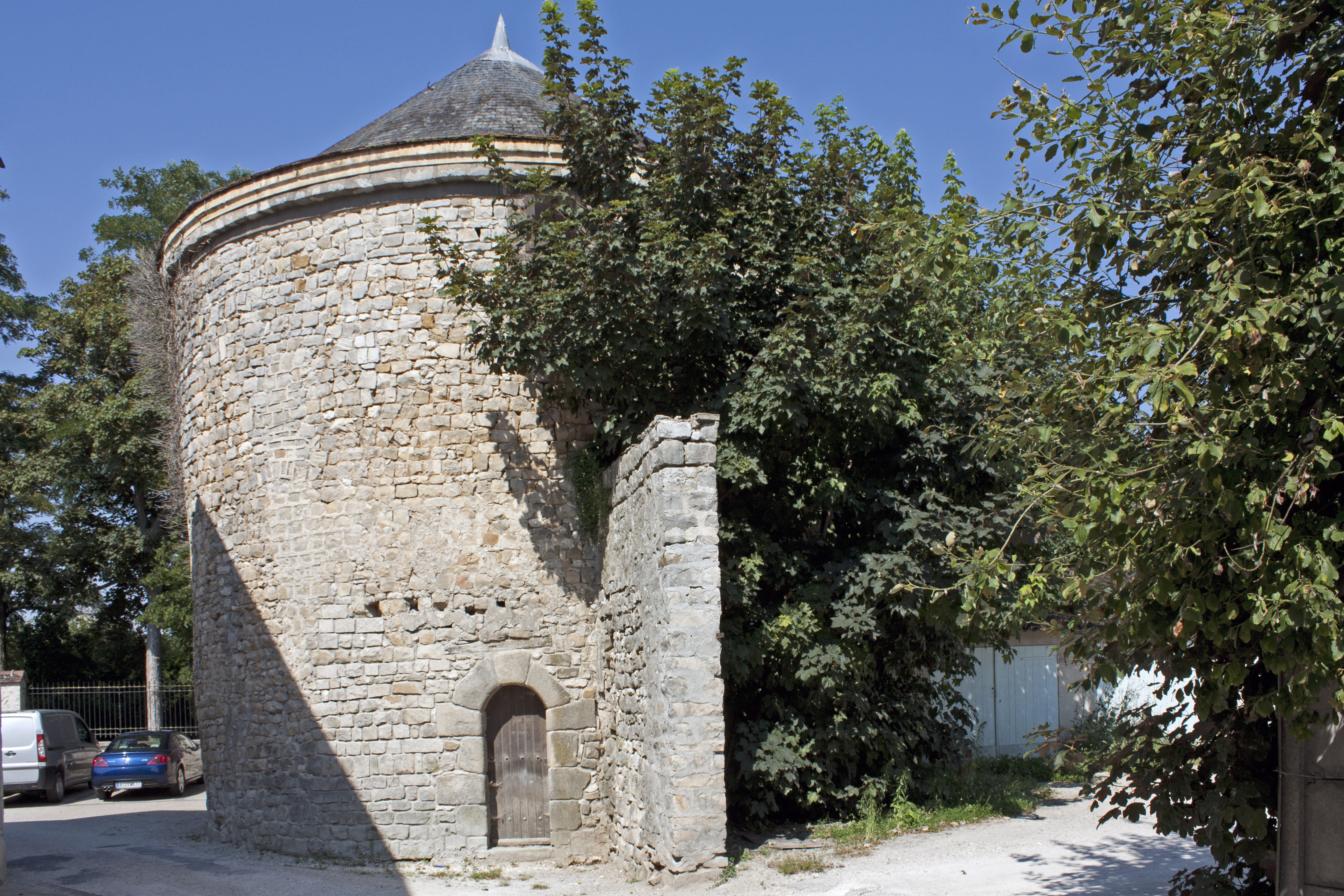
Taubenturm in Milly-la-Forêt

Der Taubenturm in Milly-la-Forêt, einer französischen Stadt im Département Essonne in der Region Île-de-France, wurde im 13. Jahrhundert errichtet.
Der runde Taubenturm gehörte ursprünglich zum Kloster von Milly, das im Jahr 1432 zerstört wurde, und danach zur Domäne von Fulbert I.
Der Turm besaß nach einer Zählung im Jahr 1762 etwa 1200 Rüstbalken und Taubennester. Die Anzahl der Taubennester widerspiegelte den Reichtum des Grundherrn: Je größer die Anzahl des Ackerlands, desto mehr Taubennester waren vorhanden.